# Pogendroblem
Pogendroblem (Eigenschreibweise: pogendroblem) ist eine Punkband aus Köln. Der Bandname ist Spoonerismus von Drogenproblem und ein Wortspiel mit Pogen.

## Geschichte
Die Bandmitglieder von pogendroblem kennen sich aus Kindergarten, Schule und Jugendzentren in Bergisch Gladbach. Mit der Verlagerung des Lebensmittelpunkts nach Köln knüpfte die Band an die lokale DIY-Punk Szene an. Es folgten Touren durch Deutschland, Österreich, die Schweiz und Frankreich. Das erste Album Erziehung zur Müdigkeit (Anspielung auf Erziehung zur Mündigkeit von Theodor W. Adorno) wurde über das Indielabel In a Car veröffentlicht und führte zu bundesweiter Bekanntheit.
Anfang 2020 meldete sich Benta auf einen Aufruf für einen neuen Schlagzeuger, seitdem ist sie Teil der Band. Während der COVID-19-Pandemie veröffentlichten pogendroblem den Film pogendroblem präsentiert: Auf der Suche nach der Utopie, der einen Einblick in die DIY-Punk Szene gibt. Interviewed wurden unter anderem Mitglieder der Bands Akne Kid Joe, Mülheim Asozial, Deutsche Laichen und Finisterre. Begleitend wurde Bildungsmaterial zu utopischem Begehren veröffentlicht.
Im Juli 2020 wurde die Doppel-EP Ich-Wir bei This Charming Man Records veröffentlicht. Die Platte wurde von der Initiative Musik gefördert. Auf dieser Platte befinden sich die bis heute bekanntesten Lieder der Band Wir und Kotzen. Die Platte wurde in zahlreichen Medien besprochen, und es folgten neben einer ausgiebigen Tour auch Filmvorstellungen bei Festivals, Kongressen und an Hochschulen. Das zweite Album Alles was ich noch hab sind meine Kompetenzen erschien im November 2022 bei Audiolith und wurde ebenfalls von der Initiative Musik gefördert.
Pogendroblem sind bei Audiolith Booking unter Vertrag und spielen auf eigene Touren, größeren Festivals wie c/o pop, Reeperbahnfestival sowie Supportshows etwa für Pisse, The toten Crackhuren im Kofferraum und Team Scheisse.

## Diskografie
Alben
- 2018: Erziehung zur Müdigkeit (In a Car)
- 2020: Ich-Wir (This Charming Man Records)
- 2022: Alles was ich noch hab sind meine Kompetenzen (Audiolith)

EPs
- 2017: Raus (Gönner Records / Zehnagel Records)

Singles
- 2023: 1000 neue Polizisten (Spastic Fantastic Records)

Features
- Kapatult - 1/2 Cappucchino (Spezial - Chorversion (live)) [feat. Bela B., pogendroblem, Juli Gilde, Francesco Wilking, Hotel Rimini, Wenn einer lügt dann Wir u.a.]

## Allianzen
Die Band ist Teil der Kampagne Artists against Antisemitism. Sie beteiligten sich an zahlreichen Samplern, deren Erlös für gute Zwecke gespendet wird, u. a. dem Zoff-Sampler und Solidarity! – Support your local underground punk scene.

## Auszeichnungen
- pogendroblem waren 2023 für den popNRW-Preis in der Kategorie Newcomer nominiert.[8]
- pogendroblem wurden 2024 mit dem Holger-Czukay-Preis für Popmusik der Stadt Köln in der Kategorie Zukunftspreis ausgezeichnet.[9][10]